# Vardari körzet

A Vardari körzet elhelyezkedése

A Vardari körzet (macedónul Вардарски регион) közigazgatási egység Észak-Macedónia déli és középső részén. Központja és legnagyobb városa Velesz.

## Községek
- Velesz
- Demir Kapija
- Gradszko
- Kavadarci
- Lozovo
- Negotino
- Roszoman
- Szveti Nikole
- Csaska

## Népesség
A Vardari körzet népessége 1994-ben 130 793 fő, 2002-ben 154 535 fő, ami emelkedést mutat.
A 2002-es összeírás szerint a 154 535 fős összlakosságból 137 520 macedón (89%), 5 127 albán (3,3%), 3 026 török, 2 871 bosnyák, 1 386 szerb, 1 259 cigány, 3 346 egyéb.
A macedónok mindegyik községben többségben vannak, arányszámuk  községenként a következőképp alakul:
- Velesz: 84,86%
- Demir Kapija: 87,94%
- Gradszko: 77,77%
- Kavadarci: 96,79%
- Lozovo: 86,47%
- Negotino: 92,48%
- Roszoman: 89,21%
- Szveti Nikole: 97,34%
- Csaska: 57,28%

Az albánok aránya Csaska (35,23%) és Velesz (4,2%) községek területén a legmagasabb.
A törökök főleg Demir Kapija (7,6%), Lozovo (5,5%), Csaska (5,1%) és Velesz (3,1%) községek területén élnek.
Gradszko község 12,4%-a bosnyák.
Roszoman község 9,9%-a szerb.